# Dolichoderus nigricornis
Dolichoderus nigricornis is een mierensoort uit de onderfamilie van de Dolichoderinae. De wetenschappelijke naam van de soort is voor het eerst geldig gepubliceerd in 1930 door Clark.